# Köflach-Voitsberger Becken

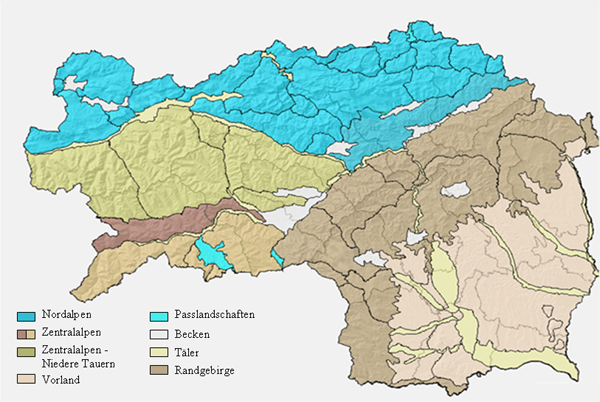
Das Köflach-Voitsberger Becken als Nordwestspitze der Grazer Bucht (Steirisches Hügelland)

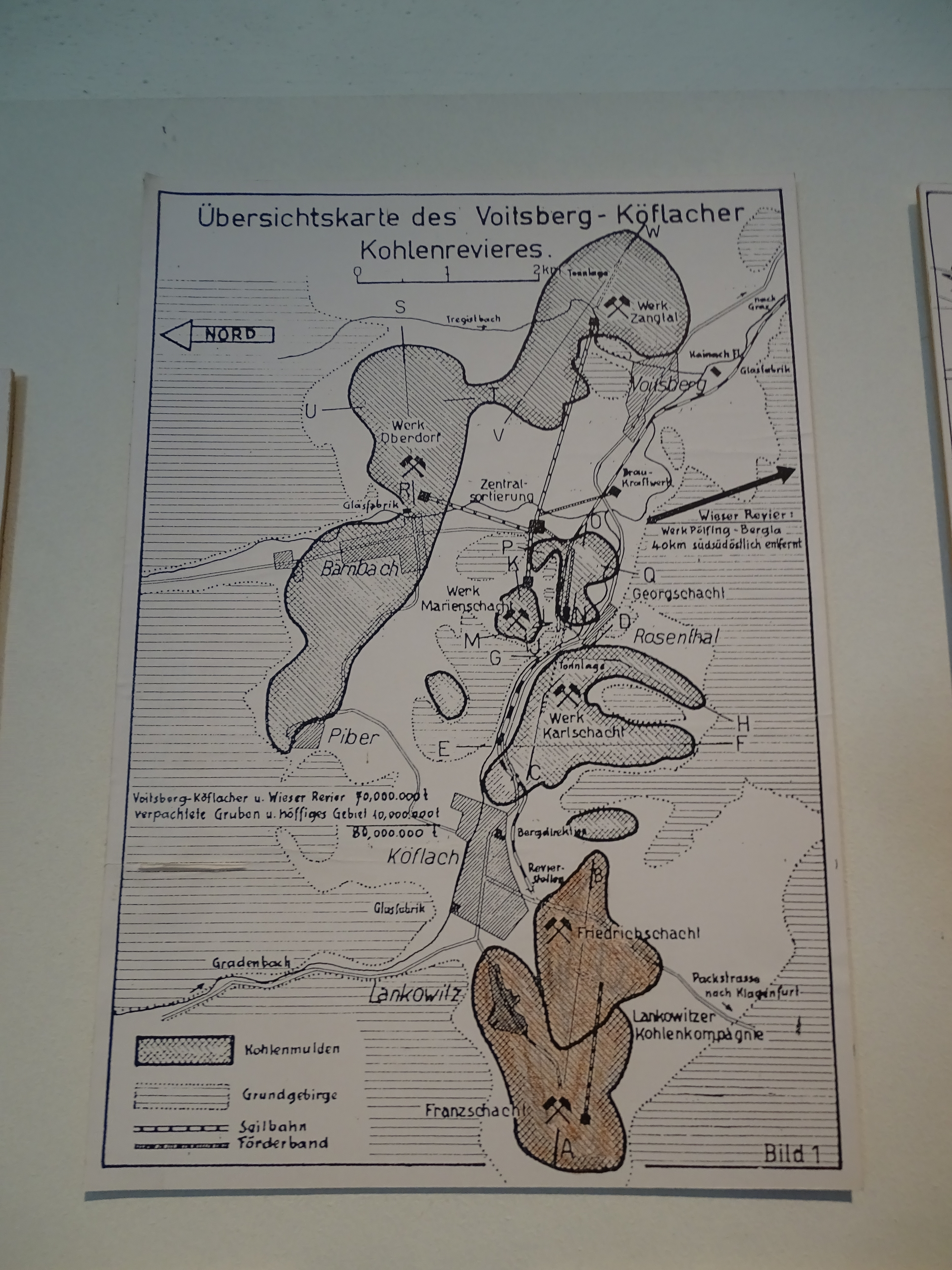
Übersichtskarte des Voitsberg-Köflacher Reviers

Das Köflach-Voitsberger Becken (auch Voitsberg-Köflacher Becken) ist ein Becken in der Weststeiermark.
Das nach Osten zum Weststeirischen Riedelland offene Becken verfügt über eine komplexe Topographie und eine ebensolche Geologie, weshalb es naturräumlich nur sehr schwer abgrenzbar ist. Von der Bevölkerung wird das Becken aber als Einheit mit ausgeprägter regionaler Identität aufgefasst.
Die Graz-Köflacher Eisenbahn- und Bergbaugesellschaft baute im Voitsberg-Köflacher Revier Braunkohle ab. Nachdem aufgrund der immer schwierigeren Abbaubedingungen die Kosten immer weiter anstiegen und damit auch der Hauptabnehmer, das Dampfkraftwerk Voitsberg, wegen Unrentabilität stillgelegt wurde, ließ man im Jahr 2006 das Kohlerevier endgültig auf.